# Захари Сотиров
Захари Сотиров е български състезател по ски скокове.
Прави дебюта си в световната купа по ски скокове на 16 декември 1989 година и постига 51 място на нормалната шанца в Сапоро. На 14 януари 1990 година печели първите си и единствени точки за световната купа на състезанието в Либерец където завършва на 10-та позиция. С общо 6 спечелени точки завършва сезон 1989/90 на 48 място.
Представлява България на зимните олимпийски игри в Албервил през 1992 година.
Завършва на 56 място на нормалната шанца и на 55 място на голямата. След игрите участва на още две състезания за световната купа в Сапоро, след което прекратява рано кариерата си.